# Пильщиков, Андрей Борисович
Андре́й Бори́сович Пи́льщиков (укр. Андрій Борисович Пільщиков; 3 февраля 1993, Харьков — 25 августа 2023, близ села Сингуры, Житомирская область) — украинский лётчик-истребитель с позывным «Джус» (Juice) и капитан 40-й бригады тактической авиации ВВС Украины. Он был квалифицированным пилотом 2-го класса. Управлял МиГ-29 во время вторжения России в Украину. В мае 2022 года Пильщиков был награждён Орденом «За мужество» 3-й степени и посмертно повышен в звании до майора. В 2024 году он был посмертно удостоен звания Героя Украины.
Известен своей кампанией за предоставление Украине самолетов F-16 для защиты от российской агрессии.
Погиб 25 августа 2023 года в Житомирской области при столкновении учебных самолетов L-39.